# Região da Anatólia Central

Região da Anatólia Central

A Região da Anatólia Central (em turco:  İç Anadolu Bölgesi) é uma das sete regiões nas que se divide a Turquia. Encontra-se no centro do país.

## Províncias

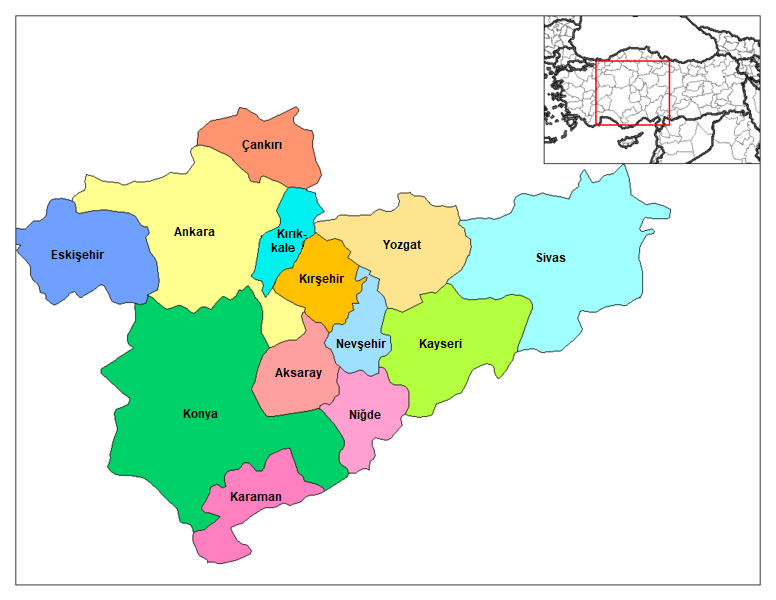
Região da Anatólia Central

- Acsarai
- Ancara
- Chanquere
- Esquixequir
- Caramânia
- Caiseri
- Querecale
- Querxequir
- Cônia
- Nevexequir
- Nide
- Sivas
- Iozgate